# 常近时
常近时（1937年9月—），辽宁沈阳人，中国水力机械专家，中国农业大学教授，中国农工民主党中央委员会常务委员，第七、八、九、十届全国政协委员。